# The Man from Down Under
The Man from Down Under is een Amerikaanse dramafilm uit 1943 onder regie van Robert Z. Leonard.

## Verhaal
Na de Eerste Wereldoorlog keert sergeant Jocko Wilson vanuit Groot-Brittannië terug naar zijn vaderland Australië. Hij neemt de Belgische weeskinderen Nipper en Mary met zich mee. Nipper wordt een bokskampioen en hij investeert zijn geld in vastgoed. Jaren later duikt de zangeres Aggie Dawlins op, waar Jocko in Engeland een verhouding mee had. Ze is nog steeds boos op hem, omdat hij haar heeft verlaten. Bij het gokken wint ze het hotel van zijn zoon Nipper. Bij het uitbreken van de Tweede Wereldoorlog vallen Jocko en Angie opnieuw voor elkaar. Mary en Nipper komen er intussen achter dat ze geen broer en zus zijn. Ze hoeven hun gevoelens voor elkaar niet meer te verbergen.

## Rolverdeling
| Acteur             | Personage        |
| ------------------ | ---------------- |
| Charles Laughton   | Jocko Wilson     |
| Binnie Barnes      | Aggie Dawlins    |
| Richard Carlson    | Nipper Wilson    |
| Donna Reed         | Mary Wilson      |
| Christopher Severn | Nipper als kind  |
| Clyde Cook         | Ginger Gaffney   |
| Stephen McNally    | Dusty Rhodes     |
| Arthur Shields     | Broeder Polycarp |
| Evelyn Falke       | Mary als kind    |
| Hobart Cavanaugh   | Boots            |
| André Charlot      | Broeder Antoine  |